# Старая Савадерка
Старая Савадерка — деревня в составе Малохомутёрского сельского поселения Барышского района Ульяновской области.

## География
Расстояние до райцентра Барыш чуть более 20 км, ближайший остановочный пункт — 785 км Куйбышевской железной дороги (пассажирского сообщения нет).

## История
Основана «служилыми чювашами» в первой трети XVIII века. Названа в честь первого поселенца — Савадерки Естубаева.
В 1780 году, при создании Симбирского наместничества, были две деревни Савадеркина и Старая Савадеркина, при реке Любянке, крещеных чуваш, были передана из Симбирского в Карсунский уезд.
В 1859 году деревня Савадеркино входила в Карсунский уезд Симбирской губернии.
Прихожане Старой Савадерки ходили в соседнее село Малая Хомутерь.
Во второй половине XVIII века расширилась за счет подселения государственных крепостных крестьян из центральных районов России. Состояла в то время из Новой и Старой Савадерок, находившихся по соседству.
В 1913 году в деревне Старая Савадеркина было 137 дворов и жило 901 человек. имелась школа. Рядом находился Выселок Поповой Мельницы, который также назывался Новая Савадеркина и Александровка, в котором находилась общественная мельница.
С ВОВ не вернулось 121 человек.

## Население
- В 1780 году в д. Савадеркина жило 56 человек, в д. Старая Савадеркина — 14 человек[2].
- В 1859 году в д. Савадеркино в 44 дворах жило: 225 м. и 256 ж.[3];
- В 1900 году в дер. Старой Савадеркине в 113 дворах жило: 385 м. и 398 ж.[4];
- В 1913 году в деревне Старая Савадеркина было 137 дворов и жило 901 человек[6].

| 2010 |
| ---- |
| 60   |

## Достопримечательности
- Возле деревни бьют целебные «Смородинные ключи», которые составляют исток речки Смородинки левый приток реки Барыш.
- Есть дерево — символ-села древняя ива в народе называемая «Ветла»[9].
- Обелиск погибшим в ВОВ (1969)[8]